# FK Zlatibor Čajetina
Der FK Zlatibor Čajetina ist ein serbischer Fußballverein aus Čajetina.

## Geschichte
Der Verein wurde 1945 gegründet. 2020 stieg die Mannschaft erstmals in die SuperLiga auf.

## Erfolge
- Serbische Zweitligameisterschaft: 2019/20